# Liste des épisodes de Nura : Le Seigneur des Yokaï
Cet article présente la liste des épisodes de la série télévisée d'animation japonaise Nura : Le Seigneur des Yokaï, issue du manga du même nom, regroupés par saisons.

## Saison 1
| No                                         | Titre français                                        | Titre japonais                                            | Titre japonais                                                          | Date de 1re diffusion |
| No                                         | Titre français                                        | Kanji                                                     | Rōmaji                                                                  | Date de 1re diffusion |
| ------------------------------------------ | ----------------------------------------------------- | --------------------------------------------------------- | ----------------------------------------------------------------------- | --------------------- |
| 01                                         | Le maître des monstres, des montagnes et des rivières | 魑魅魍魎の主となれ                                        | Chimimouryou no shuu to nare                                            | 3 juillet 2010        |
| 02                                         | Plumes empoisonnées dans les bambous                  | 毒羽根は竹林に舞う                                        | Doku hane ha chikurin ni mau                                            | 11 juillet 2010       |
| 03                                         | Yura Keikain et les détectives mystères de Kiyojûji   | 由良KeikainとKiyojuji超常現象パトロール                   | Yura Keikain to Kiyojuji chō tsune genshō patorōru                      | 18 juillet 2010       |
| 04                                         | Les Rats de la nuit dévorent les chats                | 闇の鼠は猫を喰らう                                        | Yami no nezumi wa neko o kurau                                          | 25 juillet 2010       |
| 05                                         | Fleurs rouges de pruniers sur la montagne du démon    | 上の赤い梅の花悪魔'マウンテン                             | Ue no akai ume no hana akuma' maunten                                   | 1er août 2010         |
| 06                                         | Piège sur la montagne maléfique                       | トラップは、悪の山で設定されて                            | Torappu wa, aku no yama de settei sa rete                               | 10 août 2010          |
| 07                                         | Nouvelle lune, ténèbres vacillantes                   | 新月の夜に闇が動いた                                      | Shingetsu no yoru ni yami ga ugoita                                     | 17 août 2010          |
| 08                                         | Umewakamaru, atrocement                               | 梅若丸、無残！                                            | Umewakumaru, muzan !                                                    | 24 août 2010          |
| 09                                         | L'amour de Gyûki pour le clan Nura                    | 牛鬼の愛した奴良組                                        | Gyuuki no aishita nura-gum                                              | 31 août 2010          |
| 10                                         | Où le miroir maléfique vient cueillir un fruit        | 果物を食べる悪ミラーの向こうから - 魔鏡来りて果実を喰らう | Kudamono o taberu aku mirā no mukō kara - makyou kurite kajitsu o kurau | 6 septembre 2010      |
| 11                                         | L'avant-garde amenée par le vent d’ouest              | 先陣の風、西の方より                                      | Senjin no kaze, nishi no hou yori                                       | 13 septembre 2010     |
| 12                                         | Tamazuki et les sept ombres                           | 玉章と七つの影                                            | Tamazuki to nanatsu no kage                                             | 20 septembre 2010     |
| 13                                         | Retour sur la révolte de Gyûki                        | 総集編 牛鬼様謀反、顛末                                   | Soushuuhen gyuuki sama muhon, tenmatsu                                  | 27 septembre 2010     |
| Épisode récapitulatif des épisodes 1 à 12  |                                                       |                                                           |                                                                         |                       |
| 14                                         | L'appel de Tamazuki Inugami-Gyôbu-Tanuki              | 隠神刑部狸玉章の手招き                                    | Inugamigyoubu tanuki tamazuki no temaneki                               | 4 octobre 2010        |
| 15                                         | Brasier et ondée                                      | 劫火と驟雨                                                | Gouka to shuuu                                                          | 11 octobre 2010       |
| 16                                         | Fleurs combattantes                                   | 闘女、百花繚乱                                            | Tou onna, hyakkaryouran                                                 | 18 octobre 2010       |
| 17                                         | Une âme noble brûle avec éclat                        | 気高き魂、紅に燃ゆ                                        | Ketaka ki tamashii, kurenai ni moyu                                     | 25 octobre 2010       |
| 18                                         | Natsumi et Senba                                      | 夏実と千羽様                                              | Natsumi to senba sama                                                   | 1er novembre 2010     |
| 19                                         | Un chien féroce hurle dans les ruines                 | 凶犬、廃墟に咆哮す                                        | Kyouken, haikyo ni houkou su                                            | 8 novembre 2010       |
| 20                                         | Le rideau s’ouvre sur les ténèbres                    | 幕は闇より開く                                            | Maku ha yami yori hiraku                                                | 15 novembre 2010      |
| 21                                         | La coupe de l'allégeance                              | 七分三分の盃                                              | Shichibu sanpun no hai                                                  | 22 novembre 2010      |
| 22                                         | Au Point du jour                                      | 暁に                                                      | Akatsuki ni                                                             | 29 novembre 2010      |
| 23                                         | Ténèbres et glace                                     | 闇と氷                                                    | Yami to koori                                                           | 6 décembre 2010       |
| 24                                         | Le Maillet du Démon                                   | 魔王の小槌                                                | Maou no gozuchi                                                         | 13 décembre 2010      |
| 25                                         | La Lune dans le ciel                                  | 月は空にある                                              | Tsuki wa sora ni aru                                                    | 20 décembre 2010      |
| 26                                         | Deux garçons dans le soleil couchant                  | 少年たちの残照                                            | Shounen tachi no zanshou                                                | 27 décembre 2010      |
| Épisode récapitulatif des épisodes 14 à 25 |                                                       |                                                           |                                                                         |                       |

## Saison 2: La cité des démons
| No                                         | Titre français                        | Titre japonais             | Titre japonais                           | Date de 1re diffusion |
| No                                         | Titre français                        | Kanji                      | Rōmaji                                   | Date de 1re diffusion |
| ------------------------------------------ | ------------------------------------- | -------------------------- | ---------------------------------------- | --------------------- |
| 01                                         | L'éveil du troisième nom du clan      | 覚醒、奴良組三代目         | Kakusei, Nura-gumi Sandaime              | 3 juillet 2011        |
| 02                                         | Deux idées de la justice              | 二人の正義                 | Futari no Seigi                          | 10 juillet 2011       |
| 03                                         | Yura Keikain est convaincue           | 花開院ゆらの納得           | Keikain Yura no Nattoku                  | 17 juillet 2011       |
| 04                                         | Nurarihyon et la princesse Yô         | ぬらりひょんと珱姫         | Nurarihyon to Yō-hime                    | 24 juillet 2011       |
| 05                                         | Lien vers le présent                  | 今へと繋ぐ                 | Ima e to Tsunagu                         | 31 juillet 2011       |
| 06                                         | Chapitre de Tôno                      | 遠野・物語                 | Tōno Monogatari                          | 7 août 2011           |
| 07                                         | Kyôkasuigetsu                         | 鏡花水月                   | Kyōka Suigetsu                           | 14 août 2011          |
| 08                                         | Hagoromo Gitsune fond sur Kyôto       | 羽衣狐京都全滅侵攻         | Hagoromo Gitsune Kyōto Zenmetsu Shinkō   | 21 août 2011          |
| 09                                         | L'onmyoji couleur cendre              | 灰色の陰陽師               | Haiiro no Onmyōji                        | 28 août 2011          |
| 10                                         | Le hagun                              | 破軍                       | Hagun                                    | 4 septembre 2011      |
| 11                                         | Combat dans le ciel de Kyôto          | 京上空の戦い               | Kyō Jōkū no Tatakai                      | 11 septembre 2011     |
| 12                                         | Un vieux rêve                         | 宿願                       | Shukugan                                 | 18 septembre 2011     |
| 13                                         | Cité des démons, cité du destin       | 因縁の千年魔京             | In'nen no Sen'nen Makyō                  | 25 septembre 2011     |
| Épisode récapitulatif des épisodes 1 à 12  |                                       |                            |                                          |                       |
| 14                                         | Labyrinthe - la forêt de Torii        | 迷宮・鳥居の森             | Meikyū: Torii no Mori                    | 2 octobre 2011        |
| 15                                         | Un yôkai qu'il ne faut pas rencontrer | 絶対に遭遇してはならない妖 | Zettai ni Sōgū Shite wa Naranai Ayakashi | 9 octobre 2011        |
| 16                                         | Immersion dans les ténèbres           | 二人の過去                 | Yami ni Shizumu...                       | 16 octobre 2011       |
| 17                                         | Leur passé                            | 二人の過去                 | Futari no Kako                           | 23 octobre 2011       |
| 18                                         | L'essence divine d'un cortège         | 百鬼纏う御業               | Hyakki Matou Miwaza                      | 30 octobre 2011       |
| 19                                         | Confie-moi tout                       | 全部あずけろ               | Zenbu Azukero                            | 6 novembre 2011       |
| 20                                         | Dos à dos                             | 背中越しの絆               | Senaka-goshi no Kizuna                   | 13 novembre 2011      |
| 21                                         | Le cycle des réincarnations           | 輪廻の環                   | Rin'ne no Wa                             | 20 novembre 2011      |
| 22                                         | Naissance                             | 誕生                       | Tanjō                                    | 27 novembre 2011      |
| 23                                         | Débris de souvenirs                   | 追憶の欠片                 | Tsuioku no Kakera                        | 4 décembre 2011       |
| 24                                         | Banquet dans les ténèbres             | 暗黒の宴                   | Ankoku no Utage                          | 11 décembre 2011      |
| 25                                         | Déclaration solennelle de Rikuo       | リクオ、宣言す             | Rikuo, Sengensu                          | 18 décembre 2011      |
| 26                                         | Tout se joue à Kyôto                  | 乾坤の千年魔京             | Kenkon no Sen'nen Makyō                  | 25 décembre 2011      |
| Épisode récapitulatif des épisodes 14 à 25 |                                       |                            |                                          |                       |